# Чарыев, Ходжанепес
Ходжанепес Чарыев (1906—1940) — туркменский советский драматург и поэт, первый председатель Союза писателей Туркменской ССР.

## Биография
Родился в 1906 году в ауле Бахерден Закаспийской области в семье бедного дехканина.
С малых лет, лишившись матери и братьев, помогал престарелому отцу, хозяйство семьи пришло в упадок, с 1922 года работал на ж/д станции.
В 1924—1929 годах на комсомольско-партийной работе, принимал участие в проведении земельно-водной реформы. В 1927 году вступил в ВКП(б).
В 1932 году окончил журналистское отделение Среднеазиатского коммунистического университета имени В. И. Ленина в Ташкенте.
Работал заведующим отделом редакции газеты «Яш коммунист» («Молодой коммунист») - органе ЦК ЛКСМ Туркменистана.
В 1934 году был делегатом от Туркменской ССР на Первом съезде советских писателей.
С 1934 года — первый председатель Правления Союза писателей Туркменской ССР, редактор литературного журнала «Түркменистан шура эдебияты» («Туркменская советская литература»).
В 1937 году арестован по обвинению в антисоветской деятельности (ст. 54-10 ч. 1). В 1939 году осуждён Военным трибуналом Средне-Азиатского ВО на срок 5 лет. Умер в заключении в 1940 году.
В 1956 году был реабилитирован, в 1961 году вышли его «Избранные произведения» на туркменском языке под редакцией Б. Кербабаева, в 1962 году режиссёром А. Кульмамедовым поставлена его пьеса «Зохре-Тахир» по одноимённому дастану Молланепеса, ставшая первой туркменской музыкальной драмой и с успехом шедшей в театрах республики несколько десятилетий.

## Творчество
Первое стихотворение — «Праздник молодости» было опубликовано в 1927 году в газете «Яш Коммунист» («Молодой коммунист»).
Автор стихотворений в жанре гражданской и политической лирики: «Эй, тракторист!», «Первый караван колхоза», «Мой гнедой конь», поэмы «Уничтожим бедность» и других.
Был одним из зачинателей туркменской драматургии, автор пьес:
- «Девушка-колхозница» (первая премия республиканского конкурса Туременской ССР на лучшую пьесу о современной молодёжи).
- «В пустыне Каракумы» («Гарагум чөллеринде», в соавторстве с А. Кекиловым и М. Клычевым, пьеса с успехом шла в театрах республики).
- «Зохре-Тахир» (1935, в соавторстве с Б. Амановым, по мотивам одноимённого дестана Молланепеса; поставлена в 1962 году, долгое время не сходила со сцены).
- «Дочь колхоза» (1936, «Колхоз кызы»).

Занимался переводами: перевёл на туркменский язык отрывки из романа А. С. Пушкина «Евгений Онегин» и роман иранского писателя Каземи «Страшный Тегеран».